# Campoplex investigator
Campoplex investigator là một loài tò vò trong họ Ichneumonidae.